# Soyouz MS-19
Soyouz MS-19 (en russe : Союз МС-19) est une mission spatiale habitée du programme spatial Soyouz dont le lancement a lieu le 5 octobre 2021 depuis le cosmodrome de Baïkonour grâce à un lanceur du même nom. Elle transporte trois cosmonautes vers la Station spatiale internationale. La durée prévue de la mission est de 174 jours et l'atterrissage aurait donc lieu le 28 mars 2022. Il s'agit du 147e vol habité d'un vaisseau Soyouz et le 144e mis en orbite . Pour la première fois depuis 21 ans (Soyouz TM-30), l'équipage est 100% russe, et c'est aussi le premier vol 100% russe vers l'ISS.

## Équipage

### Principal
- Commandant : Anton Chkaplerov (4),  Russie, Roscosmos
- Ingénieur de vol 1 : Klim Chipenko (1),  Russie
- Ingénieur de vol 2 : Ioulia Peressild (1),  Russie

Le chiffre entre parenthèses indique le nombre de vols spatiaux effectués par l'astronaute, Soyouz MS-19 inclus.

### Réserve
L'équipage de réserve prend la place de l'équipage principal en cas de problème (maladie, accident...).
- Commandant : Oleg Artemiev,  Russie, Roscosmos
- Ingénieur de vol 1 : Alekseï Doudine, premier caméraman spatial,  Russie
- Ingénieur de vol 2 : Alena Mordovina, première actrice spatiale,  Russie

## Tournage du filmLe Défi
Durant le vol se déroule une partie du tournage du film Le Défi réalisé par Klim Chipenko sur un scénario co-écrit par Bakour Bakouradzé et Chipenko. L'actrice Ioulia Peressild tient le rôle principal.

## Déroulement
Andreï Babkine était initialement le premier ingénieur de vol de l'équipage, mais en fut retiré en janvier 2021 pour des raisons de santé. Oleg Artemiev le remplace alors.
Dimitri Peteline devait initialement être le second ingénieur de vol de la mission, mais sa présence dans l'équipage devient peu probable, la NASA et Roscosmos étudiant la possibilité d'échanger des places sur Soyouz et sur les véhicules commerciaux américains.
Finalement, la mission entière est changée : initialement une mission longue classique, Soyouz MS-19 embarque désormais deux passagers pour le tournage du film Le Défi qui rentrent sur Terre au bout d'une dizaine de jours le 17 octobre 2021 par le vaisseau précédent, Soyouz MS-18, et le commandant, Anton Chkaplerov, qui reste à bord de l'ISS en tant que membre des expéditions 65 et 66 de longue durée. 
Le vaisseau quitte l'ISS le 30 mars 2022, avec à son bord le commandant Chkaplerov, Piotr Doubrov et Mark Vande Hei.